# Lycée Saint Louis de Gonzague

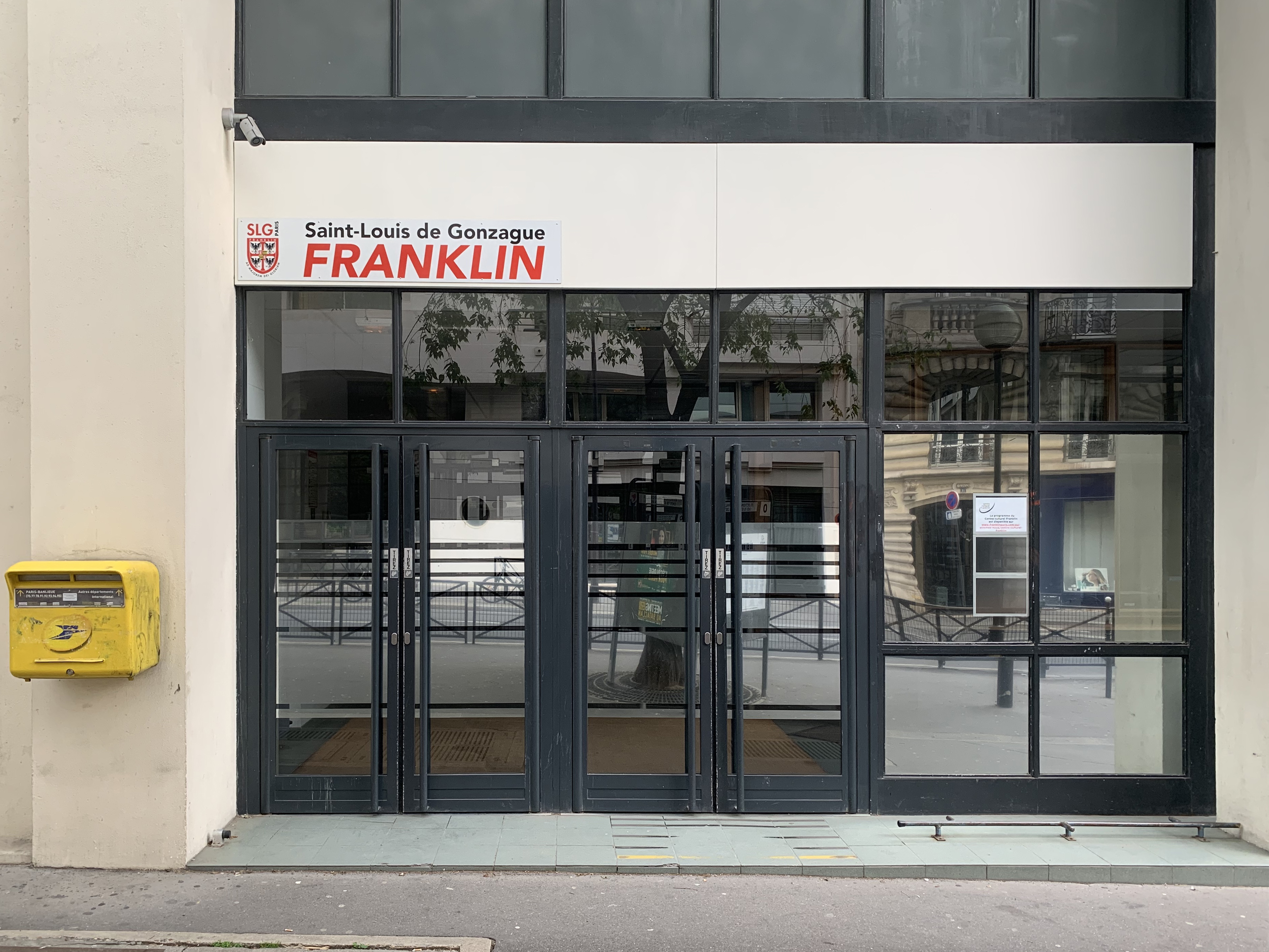
Lycée Saint Louis de Gonzague

Das Lycée Saint Louis de Gonzague ist eine private katholische Schule in Paris. Es wird allgemein als „Franklin“ bezeichnet, in Anlehnung an die Straße Rue Benjamin Franklin im 16. Arrondissement von Paris, an der es sich befindet. Es wurde 1894 gegründet, steht unter der Leitung der Jesuiten und bietet Bildung von der  Vorschule bis zum Collège und zum Lycée einschließlich der Vorbereitungsklasse an. Benannt ist die Schule nach dem heiliggesprochenen Jesuiten Luigi Gonzaga.
Die meisten Schüler entscheiden sich für die Fortsetzung ihres Studiums in Vorbereitungsklassen wie dem Lycée privé Sainte-Geneviève, dem Collège Stanislas oder dem Lycée Janson-de-Sailly. Anschließend gehen sie in der Regel an eine der französischen Grandes Écoles wie die HEC Paris, ESSEC, ESCP (für Wirtschafts- und Managementstudien) oder École Polytechnique, CentraleSupélec (für Ingenieur- und Naturwissenschaften). Franklin hat auch eine hohe Akzeptanzquote an der Sciences Po Paris, wo die Studenten ein Studium der öffentlichen Politik und der Sozialwissenschaften absolvieren. Studierende, die Jura studieren möchten, werden in der Regel an der Universität Panthéon-Assas oder für ein Medizinstudium an der Université Paris Cité zugelassen, die beide auf ihrem Gebiet als die besten in Frankreich gelten.

## Berühmte Schüler
- Charles-Édouard Bouée (* 1969), französischer Unternehmensberater
- Henri Honoré d’Estienne d’Orves (1901–1941), französischer Marineoffizier
- Jean Irigoin (1920–2006), französischer Klassischer Philologe
- Michel Poniatowski (1922–2002), französischer Politiker
- François Villeroy de Galhau (* 1959), französischer Bankmanager und Haut fonctionnaire